# Regreso a Titán
Regreso a Titán es el título español de la novela Imperial Earth, escrita en 1975 por el autor de ciencia ficción Arthur C. Clarke.
La novela fue publicada coincidiendo con el Bicentenario de los Estados Unidos, y sitúa la trama en el año 2276. En ella se relata la travesía hasta la Tierra de Duncan Makenzie, un habitante de Titán, en visita diplomática con motivo del quinto centenario de los Estados Unidos.

## Trama
El libro es un exponente de la llamada ciencia ficción dura, caracterizada por el rigor científico de los relatos. La trama funciona como una excusa o un andamio sobre el que colgar reflexiones e ideas sobre un hipotético mundo futuro, donde varios satélites y planetas del sistema solar han sido colonizados por el hombre. En el relato, el protagonista es la tercera generación de un clon del individuo original, que viaja oficialmente a la Tierra en visita diplomática, pero con el objetivo oculto de clonarse nuevamente. A lo largo de su periplo irán surgiendo pequeñas subtramas.

## Ediciones
La primera edición de la novela se publicó en Inglaterra en 1975 (ISBN 0-575-02011-3) con el título "Imperial Earth - A Fantasy of Love and Discord". 
La edición norteamericana, publicada en 1976 por la editorial Ballantine Books (ISBN 0-15-144233-9), perdió el subtítulo y añadió una cita de Ernest Hemingway; "Recordadlos tal como fueron y tachadlos" .
La primera edición en español data de 1977, traducida por José Ferrer Aleu, y fue publicada por Emecé en Buenos Aires, Argentina. Es una edición de bolsillo, en rústica, con 293 páginas incluyendo el reconocimiento y notas de Clarke publicados en las ediciones (en inglés) de 1975 y 1976. Pertenece a la colección "Ciencia Ficción", número 21. Desaparece el subtítulo y se mantiene la cita de Hemingway, además de una dedicatoria: "A un amigo perdido" y un epígrafe tomado de Shakespeare ("Pues cada quien tiene sus quehaceres y deseos", Hamlet, I, 4).
Una nueva edición se publicó en 1986 (ISBN 978-84-7386-425-1), a cargo de la editorial Ultramar Editores, dentro de la colección Ciencia ficción, con el número 45. El traductor es el mismo aunque esta edición contaba con 288 páginas. El título de la novela se cambia con respecto a la versión inglesa, pero manteniendo la coletilla de la edición británica, llamándose finalmente Regreso a Titán - Fantasía de amor y discordia.
Esta versión española sólo tuvo dos ediciones.